# فولکس‌واگن سانتانا
فولکس‌واگن سانتانا (Volkswagen Santana) خودرویی است که از سال ۱۹۸۱ تا کنون تولید شده‌است.
این خودرو در کلاس خودرو سایز متوسط قرار گرفته، طراحی آن موتور جلو بوده است.